# Hybochilus
Hybochilus là một chi thực vật có hoa trong họ, Orchidaceae.